# Simon Clarke
Simon Clarke (Melbourne, 18 juli 1986) is een Australisch weg- en baanwielrenner die sinds 2022 rijdt voor Israel-Premier Tech. Clarke behaalde een van zijn grootste overwinningen op de weg tijdens de vijfde etappe van de Ronde van Frankrijk in 2022. Hij had eerder al twee etappes in de Ronde van Spanje (in 2012 en 2018) gewonnen. 
In de wegwedstrijd op de Olympische Spelen in Rio de Janeiro eindigde Clarke op plek 25, op ruim zes minuten van winnaar Greg Van Avermaet.
In 2022 won Clarke de vijfde etappe van de Ronde van Frankrijk over kasseien, na Taco van der Hoorn nipt in de sprint te kloppen. Na veertien etappes verliet Clarke deze wedstrijd na een positieve test op COVID-19.

## Belangrijkste overwinningen

### Weg
2005
Proloog Giro delle Regioni
2006
4e etappe Ronde van Navarra
2007
Jongerenklassement Tour Down Under
Jongerenklassement Herald Sun Tour
2008
 Australisch kampioen op de weg, Beloften
4e etappe Ronde van Japan
Trofeo Città di San Vendemiano
2012
4e etappe Ronde van Spanje
 Bergklassement Ronde van Spanje
2013
4e etappe Ronde van Frankrijk (ploegentijdrit)
2014
2e etappe Herald Sun Tour
Eindklassement Herald Sun Tour
2015
1e etappe Ronde van Italië (ploegentijdrit)
2016
GP Industria & Artigianato-Larciano
2018
5e etappe Ronde van Spanje
2019
Puntenklassement Ronde van de Provence
2020
Drôme Classic
2022
5e etappe Ronde van Frankrijk

### Baan
| Jaar     | AK          | OK       | WK                   | Overig   |
| Junioren | Junioren    | Junioren | Junioren             | Junioren |
| -------- | ----------- | -------- | -------------------- | -------- |
| 2003     | Koppelkoers |          |                      |          |
| 2004     | Koppelkoers |          | Ploegenachtervolging |          |
| Elite    |             |          |                      |          |
| 2005     | Koppelkoers |          |                      |          |
| 2006     | Koppelkoers |          |                      |          |

## Resultaten in voornaamste wedstrijden
| Jaar | Ronde van Italië | Ronde van Frankrijk | Ronde van Spanje |
| ---- | ---------------- | ------------------- | ---------------- |
| 2009 |                  |                     |                  |
| 2010 |                  |                     |                  |
| 2011 |                  |                     |                  |
| 2012 |                  |                     | 77e (1)          |
| 2013 |                  | 68e                 | 69e              |
| 2014 |                  | 113e                | 70e              |
| 2015 | 63e              |                     |                  |
| 2016 | 67e              |                     | opgave           |
| 2017 |                  | 86e                 | 74e              |
| 2018 |                  | 100e                | 46e (1)          |
| 2019 |                  | 61e                 |                  |
| 2020 | 75e              |                     |                  |
| 2021 |                  | 123e                |                  |
| 2022 |                  | opgave (1)          |                  |
| 2023 | opgave           | 109e                |                  |
| 2024 | 97e              |                     |                  |
| 2025 | 117e             |                     |                  |

| Jaar | Milaan-San Remo | Gent-Wevelgem | Ronde van Vlaanderen | Parijs-Roubaix | Amstel Gold Race | Luik-Bast.‑Luik | Ronde van Lombardije | Waalse Pijl | Strade Bianche | Cyclassics Hamburg |  | WK op de weg |  | Wereldranglijsten |
| ---- | --------------- | ------------- | -------------------- | -------------- | ---------------- | --------------- | -------------------- | ----------- | -------------- | ------------------ |  | ------------ |  | ----------------- |
| 2009 |                 |               |                      |                |                  |                 | opgave               |             |                |                    |  | opgave       |  |                   |
| 2010 | 32e             |               |                      |                |                  |                 |                      |             | 17e            |                    |  |              |  |                   |
| 2011 | 66e             | opgave        | 70e                  | opgave         |                  |                 |                      |             |                | 7e                 |  | 102e         |  | 133e (UWT)        |
| 2012 |                 |               |                      |                | 135e             | 112e            | 15e                  | 70e         |                |                    |  | 78e          |  | 133e (UWT)        |
| 2013 |                 |               |                      |                | 46e              | 58e             | opgave               | 34e         |                |                    |  | 7e           |  |                   |
| 2014 | 100e            |               |                      |                | 56e              | 41e             | 48e                  | 16e         |                |                    |  | 55e          |  | 204e (UWT)        |
| 2015 | 97e             |               |                      |                | 76e              | 60e             |                      | opgave      |                | 50e                |  | opgave       |  | 153e (UWT)        |
| 2016 | opgave          |               |                      |                | 47e              | 136e            |                      | 48e         |                |                    |  |              |  | 207e (UWT)        |
| 2017 | 93e             |               |                      |                | 49e              | 66e             |                      | 84e         | 57e            |                    |  | 60e          |  | 304e (UWT)        |
| 2018 | opgave          |               |                      |                |                  |                 | 73e                  |             | 17e            | 106e               |  | opgave       |  | 149e (UWT)        |
| 2019 | 9e              |               |                      |                | ↑                | 40e             | 53e                  | 23e         | 8e             |                    |  | opgave       |  | 69e (UWR)         |
| 2020 | 44e             |               |                      |                |                  |                 | 14e                  |             | opgave         |                    |  | 44e          |  |                   |
| 2021 | 38e             |               |                      | 54e            | 55e              | 32e             |                      | 65e         | 8e             |                    |  |              |  |                   |
| 2022 |                 |               |                      |                |                  |                 |                      |             | 26e            |                    |  | 50e          |  |                   |
| 2023 |                 |               |                      |                | 20e              | 35e             |                      | 82e         | 28e            |                    |  | 21e          |  |                   |
| 2024 | 18e             |               |                      |                | 54e              | 58e             |                      | opgave      | 46e            |                    |  |              |  |                   |
| 2025 |                 |               |                      |                | 64e              | 62e             |                      | opgave      | 51e            |                    |  |              |  |                   |

## Ploegen
- 2006 –  SouthAustralia.com-AIS
- 2007 –  SouthAustralia.com-AIS
- 2008 –  SouthAustralia.com-AIS
- 2009 –  Amica Chips-Knauf (tot 02-08)
- 2009 –  ISD-Neri (vanaf 03-08)
- 2010 –  ISD-Neri
- 2011 –  Pro Team Astana
- 2012 –  Orica GreenEDGE [a]
- 2013 –  Orica GreenEDGE
- 2014 –  Orica GreenEDGE
- 2015 –  Orica GreenEDGE
- 2016 –  Cannondale-Drapac Pro Cycling Team [b]
- 2017 –  Cannondale Drapac Professional Cycling Team
- 2018 –  Team EF Education First-Drapac p/b Cannondale
- 2019 –  EF Education First Pro Cycling
- 2020 –  EF Education First Pro Cycling
- 2021 –  Team Qhubeka-ASSOS
- 2022 –  Israel-Premier Tech
- 2023 –  Israel-Premier Tech
- 2024 –  Israel-Premier Tech
- 2025 –  Israel-Premier Tech

Wielerploegen van Simon Clarke
J.Clarke · S.Clarke · Dawson · Finning · Ford · Goss · Higgerson · Hutchinson · Lloyd · McConnell · Meadley · Olman · Sulzberger · Wooldridge
Bates · J.Clarke · S.Clarke · Dawson · Dempster · Finning · M.Ford · W.Ford · Higgerson · Jamieson · Lewis · McConnell · Meyer · Norris · Olman · Sanderson · Sulzberger · Walker · Wooldridge
Bobridge · Clarke · Dempster · M.Ford · W.Ford · Jamieson · Josefski · B.King · M.King · C.Meyer · T.Meyer · Semple · Sulzberger · Walker
Bazajev ·
Clarke ·
Davis ·
Di Grégorio ·
Dyaçenko ·
Fofonov ·
Gasparotto ·
Hryvko ·
M. Iglinski · 
V. Iglinski ·
Jufré ·
Kangert ·
Kasjetsjkin ·
Kessiakoff ·
Kirejev (tot 15/08) ·
Kišerlovski ·
Kreuziger ·
Lorenzetto ·
Masciarelli ·
Mizoerov ·
Nepomnyaşşïy ·
Petrov ·
Renev ·
Štangelj ·  
Tiralongo · 
Vaitkus ·
Vinokoerov ·
Zejts ·
Groezdev (stagiair) ·
Joemabekov (stagiair) ·
Sjoetsjemojin (stagiair) ·
Tlewbajev (stagiair)
Albasini · Beppu · Bewley · Bobridge · Clarke · Cooke · Davis · Dean · Docker · Durbridge · Gerrans · Goss · Hepburn · Howard · Impey · Keukeleire · Kruopis · Lancaster · Langeveld · McEwen · Meier · C.Meyer · T.Meyer · Mouris · O'Grady · Sulzberger · Teklehaimanot · Tuft · Vaitkus · Weening · Wilson
Albasini · Beppu · Bewley · Clarke · Cooke · Davis · Docker · Durbridge · Gerrans · Goss · Hepburn · Howard · Howson (stagiair) · Impey · Kang (stagiair) · Keukeleire · Kruopis · Lancaster · Langeveld · Matthews · Meier · C.Meyer · T.Meyer · Mouris · O'Grady · Sulzberger · Teklehaimanot · Tuft · Vaitkus · Weening
Albasini · Bewley · Chaves · Clarke · Docker · Durbridge · Ewan · Gerrans · Goss · Hayman · Hepburn · Howard · Howson · Impey · Keukeleire · Kruopis · Lancaster · Matthews · Meier · C.Meyer · Mouris · Santaromita · Schurter · Tuft · Weening · A.Yates · S.Yates · Cort (stagiair)
Albasini · Bewley · Blythe · Chaves · Clarke · Cort · Docker · Durbridge · Ewan · Gerrans · Hayman · Hepburn · Howard · Howson · Impey · Keukeleire · Lancaster · Matthews · Meier · C.Meyer · Mouris · Santaromita · Tuft · Weening · A.Yates · S.Yates
van Baarle · Bauer · Bettiol · Bevin · Breschel · Brown · Cardoso · Clarke · Craddock · Dombrowski · Formolo · Gaimon · Howes · King · Koren · Langeveld · Marangoni · Moser · Mullen · Navardauskas · Rolland · Skjerping · Skujiņš · Slagter · Talansky · Urán · Villella · Wippert · Woods · Zepuntke · Dibben (stagiair)
van Baarle · Bettiol · Bevin · Brown · Canty · Carthy · S. Clarke · W. Clarke · Craddock · Dombrowski · Formolo · Howes · Koren · Langeveld · Mullen · Phinney · Rolland · Scully · Skujiņš · Slagter · Talansky · Urán · Van Asbroeck · Vanmarcke · Villella · Wippert · Woods · Monk (stagiair)
Breschel · Brown · Canty · Cardona · Carthy · S. Clarke · W. Clarke · Craddock · Docker · Dombrowski · Howes · Langeveld · Magnusson · Martínez · McLay · Modolo · Moreno · Owen · Phinney · Rolland · Scully · Urán · Van Asbroeck · Vanmarcke · Woods
Bennett · van den Berg · Bettiol · Breschel · Brown · Caicedo · Carthy · Clarke · Craddock · Docker · Dombrowski · Higuita · Hofland · Howes · Kangert · Langeveld · Martínez · McLay · Modolo · Morton · Owen · Phinney · Scully · Urán · van Garderen · Vanmarcke · Villalobos · Whelan · Woods
Bennett · Bettiol · Caicedo · Carthy · Clarke · Cort · Craddock · Docker · Guerreiro · Halvorsen · Higuita · Hofland · Howes · Kangert · Keukeleire · Langeveld · Martínez · Morton · Owen · Powless · Rutsch · Scully · Urán · Van den Berg · Van Garderen · Vanmarcke · Villalobos (tot 1 augustus) · Whelan · Woods · Bissegger (stagiair)
Armée · Aru · Barbero · Bennett · Brown · Campenaerts · Claeys · Clarke · Dlamini · Frankiny · Gogl · Hansen · Henao · Janse van Rensburg · Lindeman · Nizzolo  · Pelucchi · Power · Pozzovivo · Schmid · Stokbro · Sunderland · Tanfield · Vacek · Vinjebo · Walscheid · Wiśniowski
Barbier · Berwick · Bevin · Biermans · Boivin · Brändle · Cataford · Clarke · De Marchi · Dowsett · Einhorn · Froome · Fuglsang · Goldstein · Hagen · Hermans · Hollenstein · Houle · Impey · Jones · Neilands · Niv · Nizzolo · Piccoli · Sagiv (tot 3/8) · Strong · Teuns (vanaf 5/8) · Van Asbroeck · Vanmarcke · Woods · Würtz Schmidt · Zabel · Riccitello (stagiair)
Berwick · Boivin · Clarke · Einhorn · Frigo · Froome · Fuglsang · Gee · Goldstein · Hermans · Hollenstein · Hollyman · Houle · Impey · Jones · Neilands · Nizzolo · Pozzovivo (vanaf 6/3) · Reynders · Riccitello · Sagiv · Schultz · Strong · Teuns · Van Asbroeck · Vanmarcke (tot 7/7) · Williams · Woods · Würtz Schmidt · Zabel · Gilmore (stagiair) · Sheehan (stagiair)
Ackermann · Bennett · Blackmore (vanaf 3/5) · Boivin · Clarke · Einhorn · Frigo · Froome · Fuglsang · Gee · Hofstetter · Hollyman · Houle · Kogut · Neilands · Pickrell · Raisberg · Riccitello · Sagiv · Schultz · Schwarzmann · Sheehan · Stewart · Strong · Teuns · Van Asbroeck · Vernon · Williams · Woods · Würtz Schmidt · Zabel (tot 2/5) · Brown (stagiair)